# Refik Koraltan
Bekir Refik Koraltan (1889, Divriği, província de Sivas – 17 de juny del 1974, Istanbul) fou un polític turc que ocupa el càrrec de president de la Gran Assemblea Nacional de Turquia (TBMM) del 22 de maig del 1950 al 27 de maig del 1960.

## Biografia
Koraltan va néixer a Divriği, província de Sivas el 1889, i era fill d'Ali Bey, un prominent ciutadà local. Després de completar la seva educació primària i secundària a Divriği, Koraltan estudià al Liceu Mercan d'Istanbul. Es va graduar a la facultat de Dret de la Universitat d'Istanbul.

## Carrera política
Koraltan va entrar a la funció pública com a fiscal auxiliar i va esdevenir fiscal general de Karaman el 1915. Va ser assignat com a inspector de la policia el 2 de març 1918 i oficial en cap de la policia de Trebisonda el 29 maig de 1918. Mentre exercia aquest càrrec, va facilitar l'establiment de la "Societat de Defensa dels Drets nacionals per contrarestar les Organitzacions Pontus Rum" que van començar a aparèixer després del final de la Primera Guerra Mundial.
Fou elegit diputat a la TBMM per Konya el 1920 i reelegit per la mateixa circumscripció durant tres mandats més.
Va exercir com a governador de la província de Bursa 1939-1942.
Ocupà breument el càrrec de governador de la província de Konya, abans de tornar al parlament durant sis legislatures més. En 1946, va abandonar el Partit Republicà del Poble i va formar el Demokrat Parti juntament amb Celal Bayar, Adnan Menderes i Mehmet Fuat Köprülü. Finalment, va ocupar el càrrec de president de la TBMM des del 22 de maig del 1950 fins al 27 de maig del 1960, quan es va produir el cop militar.
Koraltan va morir el 17 de juny del 1974, a Istanbul, i fou enterrat a Ankara.